# Paso inocente

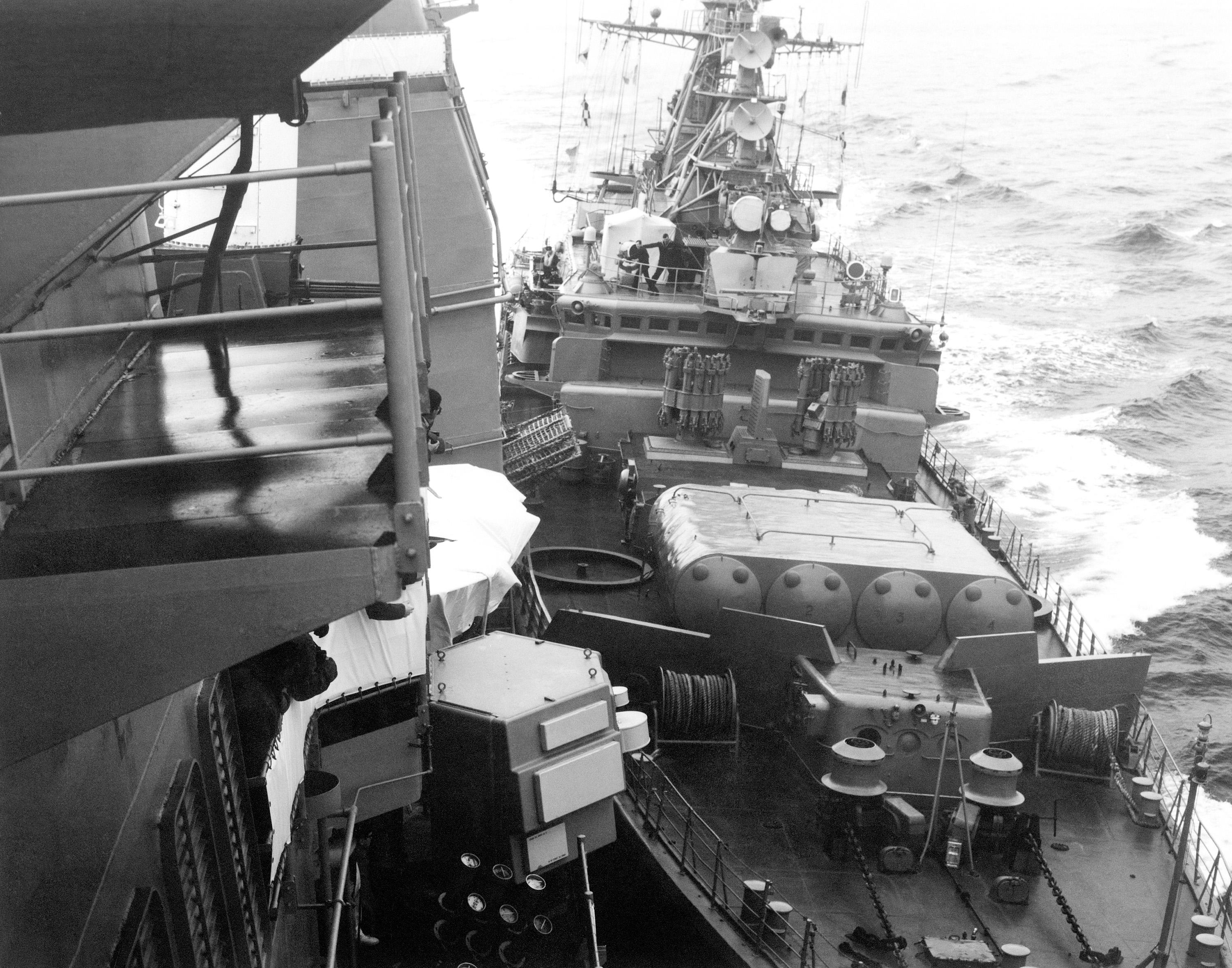
El 12 de febrero de 1988, la fragata soviética Bezzavetniy chocó con el crucero USS Yorktown de la Marina estadounidense, que ejercía el derecho de paso inocente en aguas soviéticas, con el intento de empujarlo hacia aguas internacionales.

El paso inocente es el régimen que se aplica en el mar territorial de los Estados ribereños según la Convención de las Naciones Unidas sobre el Derecho del Mar (1982).

Con sujeción a esta Convención, los buques de todos los Estados, sean ribereños o sin litoral, gozan del derecho de paso inocente a través del mar territorial.
Artículo 17 de la Convención de las Naciones Unidas sobre el Derecho del Mar.

Consiste en que los barcos de todos los Estados pueden navegar por el mar territorial de otro, siempre que se trate de un paso rápido y sin detenciones. Se requiere además que el paso no sea perjudicial para la paz, el buen orden o la seguridad del Estado ribereño (un ejemplo de paso no inocente sería amenazar, provocar, realizar actividades de pesca o contaminar).
Los submarinos han de navegar en la superficie y enarbolando su pabellón.
El Estado ribereño puede dictar leyes y reglamentos sobre este derecho, que los buques extranjeros deberán respetar.